# لوئیز اورنشتت
لوئیز اورنشتت (به انگلیسی: Louise Ørnstedt) (زادهٔ ۲۳ مارس ۱۹۸۵) شناگر اهل دانمارک است.